# Egid Kiesouw

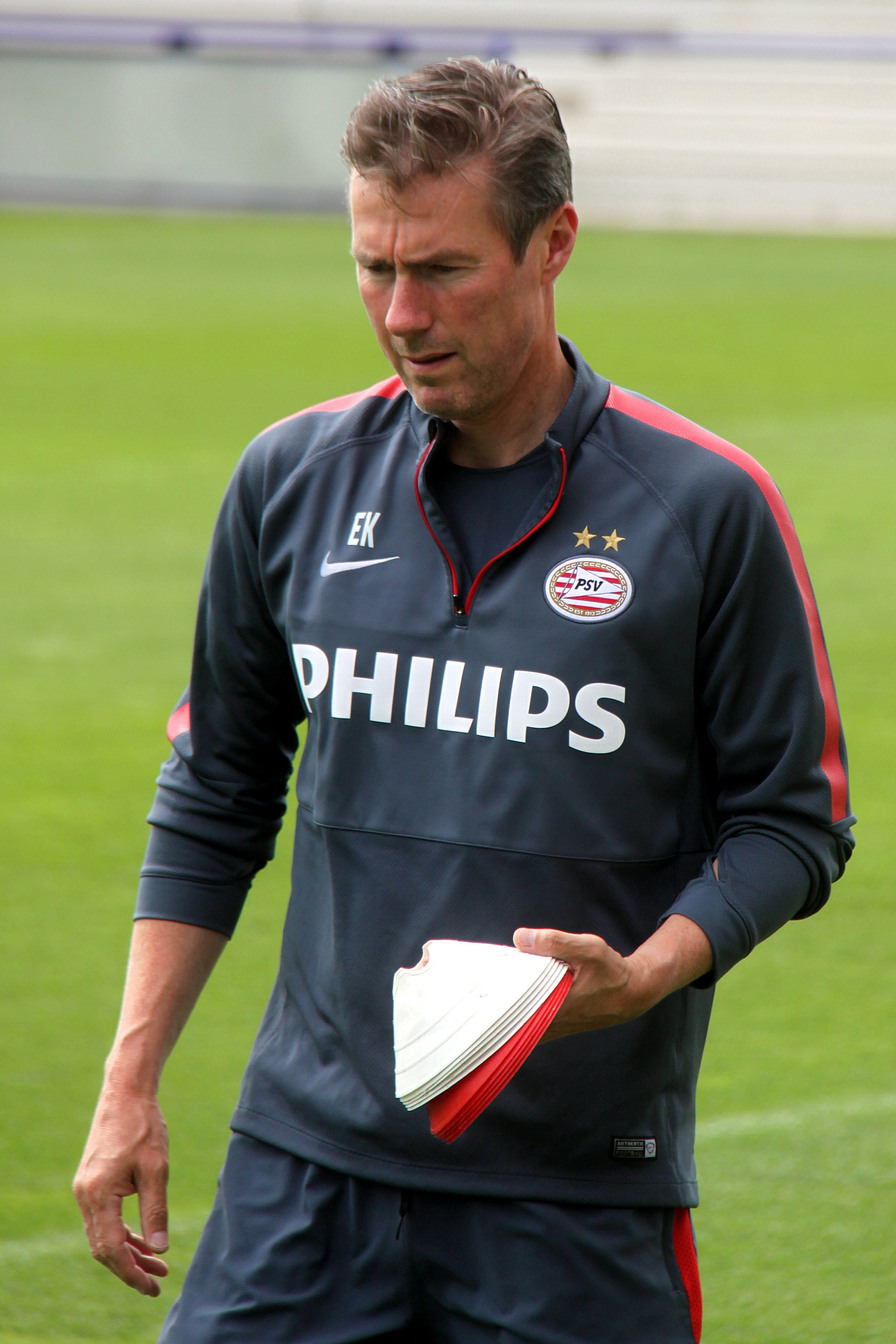
Egid Kiesouw in 2014.

Egid Kiesouw (7 september 1962) is een Nederlands voetbaltrainer en fysiotherapeut. In het voetbalseizoen 2007/2008 was Kiesouw assistent-trainer van Feyenoord, naast hoofdtrainer Bert van Marwijk. De twee trainers troffen elkaar eerder al bij Borussia Dortmund. Kiesouw werkte als herstel- en conditietrainer. Na het vertrek van Van Marwijk zegde de club het contract met Kiesouw op. Kiesouw werkte vervolgens als fysieke trainer bij de staf van eerst Nederland B en later Jong Oranje. In augustus 2010 volgde hij Luc van Agt op als fysiek trainer bij het Nederlands elftal.
Op 12 augustus 2011 werd bekend dat Kiesouw de naar Anzji Machatsjkala vertrokken Arno Philips opvolgt bij PSV Eindhoven.